# Arsenal Football Club 2023-2024
Questa voce raccoglie le informazioni riguardanti l'Arsenal Football Club nelle competizioni ufficiali della stagione 2023-2024.

## Stagione
In seguito alla piazza d'onore ottenuta nella stagione precedente la squadra torna a disputare la Champions League dopo 6 stagioni di assenza. In previsione della nuova dimensione europea guadagnata sotto la gestione di Arteta il mercato dei Gunners si rivela uno dei più onerosi dell'estate: arrivano infatti a Londra Jurriën Timber prelevato dall'Ajax per 40 milioni di euro, il talentuoso trequartista tedesco Kai Havertz dal Chelsea per 75 milioni di euro ed il centrocampista del West Ham Utd, e nazionale inglese, Declan Rice, soffiato alla concorrenza di diversi top club europei grazie alla stratosferica cifra di 116,6 milioni di euro.
La stagione sportiva si apre il 6 agosto con la conquista del diciassettesimo FA Community Shield, vinto ai rigori contro il Manchester City.

## Maglie e sponsor
È stato confermato adidas come sponsor tecnico, così come lo sponsor ufficiale Fly Emirates.
| Casa | Trasferta |

## Rosa
Rosa, numerazione e ruoli sono aggiornati al 16 febbraio 2024.
| N. |                        | Ruolo | Calciatore                 |
| -- | ---------------------- | ----- | -------------------------- |
| 1  | Inghilterra (bandiera) | P     | Aaron Ramsdale             |
| 2  | Francia (bandiera)     | D     | William Saliba             |
| 3  | Scozia (bandiera)      | D     | Kieran Tierney             |
| 4  | Inghilterra (bandiera) | D     | Ben White                  |
| 5  | Ghana (bandiera)       | C     | Thomas Partey              |
| 6  | Brasile (bandiera)     | D     | Gabriel                    |
| 7  | Inghilterra (bandiera) | A     | Bukayo Saka                |
| 8  | Norvegia (bandiera)    | C     | Martin Ødegaard (capitano) |
| 9  | Brasile (bandiera)     | A     | Gabriel Jesus              |
| 10 | Inghilterra (bandiera) | C     | Emile Smith Rowe           |
| 11 | Brasile (bandiera)     | A     | Gabriel Martinelli         |
| 12 | Paesi Bassi (bandiera) | D     | Jurriën Timber             |
| 14 | Inghilterra (bandiera) | A     | Eddie Nketiah              |
| 15 | Polonia (bandiera)     | D     | Jakub Kiwior               |
| 16 | Inghilterra (bandiera) | D     | Rob Holding                |
| 17 | Portogallo (bandiera)  | D     | Cédric Soares              |

| N. |                        | Ruolo | Calciatore           |
| -- | ---------------------- | ----- | -------------------- |
| 18 | Giappone (bandiera)    | D     | Takehiro Tomiyasu    |
| 19 | Belgio (bandiera)      | A     | Leandro Trossard     |
| 20 | Italia (bandiera)      | C     | Jorginho             |
| 21 | Portogallo (bandiera)  | C     | Fábio Vieira         |
| 22 | Spagna (bandiera)      | P     | David Raya           |
| 23 | Belgio (bandiera)      | C     | Albert Sambi Lokonga |
| 24 | Inghilterra (bandiera) | A     | Reiss Nelson         |
| 25 | Egitto (bandiera)      | C     | Mohamed Elneny       |
| 26 | Inghilterra (bandiera) | A     | Folarin Balogun      |
| 29 | Germania (bandiera)    | C     | Kai Havertz          |
| 31 | Estonia (bandiera)     | P     | Karl Hein            |
| 35 | Ucraina (bandiera)     | D     | Oleksandr Zinčenko   |
| 41 | Inghilterra (bandiera) | C     | Declan Rice          |
| 71 | Inghilterra (bandiera) | A     | Charles Sagoe Jr     |

## Calciomercato

### Sessione estiva
| Acquisti         | Acquisti             | Acquisti            | Acquisti                     |
| R.               | Nome                 | da                  | Modalità                     |
| ---------------- | -------------------- | ------------------- | ---------------------------- |
| D                | Jurriën Timber       | Ajax                | definitivo (40 milioni €)    |
| C                | Declan Rice          | West Ham Utd        | definitivo (116,6 milioni €) |
| C                | Kai Havertz          | Chelsea             | definitivo (75 milioni €)    |
| P                | David Raya           | Brentford           | prestito (3,34 milioni €)    |
| Altre operazioni |                      |                     |                              |
| R.               | Nome                 | da                  | Modalità                     |
| P                | Rúnar Alex Rúnarsson | Alanyaspor          | fine prestito                |
| D                | Nuno Tavares         | Olympique Marsiglia | fine prestito                |
| D                | Pablo Marí           | Monza               | fine prestito                |
| D                | Cédric Soares        | Fulham              | fine prestito                |
| A                | Folarin Balogun      | Stade Reims         | fine prestito                |
| A                | Nicolas Pépé         | Nizza               | fine prestito                |

| Cessioni | Cessioni               | Cessioni          | Cessioni                    |
| R.       | Nome                   | a                 | Modalità                    |
| -------- | ---------------------- | ----------------- | --------------------------- |
| P        | Matt Turner            | Nottingham Forest | definitivo (8,15 milioni €) |
| A        | Folarin Balogun        | Monaco            | definitivo (30 milioni €)   |
| D        | Pablo Marí             | Monza             | definitivo (4,9 milioni €)  |
| C        | Granit Xhaka           | Bayer Leverkusen  | definitivo (15 milioni €)   |
| D        | Marquinhos             | Nantes            | prestito (300 mila €)       |
| D        | Nuno Tavares           | Nottingham Forest | prestito (1,15 milioni €)   |
| C        | Ainsley Maitland-Niles | Olympique Lione   | definitivo                  |
| P        | Rúnar Alex Rúnarsson   | Cardiff City      | prestito                    |
| D        | Kieran Tierney         | Real Sociedad     | prestito (1,4 milioni €)    |
| A        | Nicolas Pépé           | Trabzonspor       | gratuito                    |
| P        | Arthur Okonkwo         | Wrexham           | prestito                    |
| D        | Rob Holding            | Crystal Palace    | definitivo (1,2 milioni €)  |
| D        | Auston Trusty          | Sheffield United  | definitivo (5,8 milioni €)  |
| C        | Albert Sambi Lokonga   | Luton Town        | prestito                    |

### Sessione invernale
| Acquisti         | Acquisti             | Acquisti         | Acquisti         |
| R.               | Nome                 | da               | Modalità         |
| Altre operazioni | Altre operazioni     | Altre operazioni | Altre operazioni |
| R.               | Nome                 | da               | Modalità         |
| ---------------- | -------------------- | ---------------- | ---------------- |
| P                | Rúnar Alex Rúnarsson | Cardiff City     | fine prestito    |
| A                | Marquinhos           | Nantes           | fine prestito    |

| Cessioni         | Cessioni             | Cessioni         | Cessioni         |
| R.               | Nome                 | a                | Modalità         |
| Altre operazioni | Altre operazioni     | Altre operazioni | Altre operazioni |
| R.               | Nome                 | da               | Modalità         |
| ---------------- | -------------------- | ---------------- | ---------------- |
| P                | Rúnar Alex Rúnarsson | Copenaghen       | gratuito         |
| A                | Charles Sagoe Jr     | Swansea City     | prestito         |
| A                | Marquinhos           | Fluminense       | prestito         |

## Risultati

### Premier League

#### Girone di andata
| Arbitro: | Oliver |

|                      |           |             |
| Nketiah 26’ Saka 32’ | Marcatori | 82’ Awoniyi |

| Arbitro: | Coote |

|  |           |                     |
|  | Marcatori | 54’ (rig.) Ødegaard |

| Arbitro: | Tierney |

|                             |           |                         |
| Saka 70’ (rig.) Nketiah 73’ | Marcatori | 1’ Pereira 87’ Palhinha |

| Arbitro: | Taylor |

|                                      |           |              |
| Ødegaard 28’ Rice 90+6’ Jesus 90+11’ | Marcatori | 27’ Rashford |

| Arbitro: | Hooper |

|  |           |              |
|  | Marcatori | 69’ Trossard |

| Arbitro: | Robert Jones |

|                                   |           |              |
| Romero 26’ (aut.) Saka 54’ (rig.) | Marcatori | 42’, 55’ Son |

| Arbitro: | Michael Salisbury |

|  |           |                                                             |
|  | Marcatori | 17’ Saka 44’ (rig.) Ødegaard 53’ (rig.) Havertz 90+3’ White |

| Arbitro: | Michael Oliver |

|                |           |  |
| Martinelli 86’ | Marcatori |  |

| Arbitro: | Chris Kavanagh |

|                              |           |                       |
| Palmer 15’ (rig.) Mudryk 48’ | Marcatori | 77’ Rice 84’ Trossard |

| Arbitro: | Robinson |

|                                                           |           |  |
| Nketiah 28’, 50’, 58’ F. Vieira 88’ (rig.) Tomiyasu 90+6’ | Marcatori |  |

| Arbitro: | Attwell |

|            |           |  |
| Gordon 64’ | Marcatori |  |

| Arbitro: | Oliver |

|                                         |           |               |
| Trossard 45+1’ Saliba 57’ Zinchenko 74’ | Marcatori | 54’ Brownhill |

| Arbitro: | Robinson |

|  |           |             |
|  | Marcatori | 89’ Havertz |

| Arbitro: | Bankes |

|                      |           |           |
| Saka 6’ Ødegaard 13’ | Marcatori | 86’ Cunha |

| Arbitro: | Barrott |

|                                  |           |                                                         |
| Osho 25’ Adebayo 49’ Barkley 57’ | Marcatori | 20’ Martinelli 45’ Gabriel Jesus 60’ Havertz 90+7’ Rice |

| Arbitro: | Gillett |

|           |           |  |
| McGinn 7’ | Marcatori |  |

| Arbitro: | Robinson |

|                               |           |  |
| Gabriel Jesus 53’ Havertz 87’ | Marcatori |  |

| Arbitro: | Kavanagh |

|           |           |            |
| Salah 29’ | Marcatori | 4’ Gabriel |

| Arbitro: | Oliver |

|  |           |                           |
|  | Marcatori | 13’ Souček 55’ Mavropanos |

#### Girone di ritorno
| Arbitro: | Smith |

|                         |           |         |
| R. Jiménez 29’ Reid 59’ | Marcatori | 5’ Saka |

| Arbitro: | Tierney |

|                                                                          |           |  |
| Gabriel 11’ D. Henderson 37’ (aut.) Trossard 59’ Martinelli 90+4’, 90+5’ | Marcatori |  |

| Arbitro: | Hooper |

|             |           |                            |
| Awoniyi 89’ | Marcatori | 65’ Gabriel Jesus 72’ Saka |

| Arbitro: | Taylor |

|                                        |           |                      |
| Saka 14’ Martinelli 67’ Trossard 90+2’ | Marcatori | 45+3’ (aut.) Gabriel |

| Arbitro: | Pawson |

|  |           |                                                                     |
|  | Marcatori | 32’ Saliba 41’ (rig.), 63’ Saka 44’ Gabriel 45+2’ Trossard 66’ Rice |

| Arbitro: | Gillett |

|  |           |                                                           |
|  | Marcatori | 8’ Ødegaard 41’ (rig.), 47’ Saka 66’ Trossard 78’ Havertz |

| Arbitro: | Tierney |

|                                                   |           |             |
| Botman 18’ (aut.) Havertz 24’ Saka 65’ Kiwior 69’ | Marcatori | 84’ Willock |

| Arbitro: | Barrott |

|  |           |                                                                            |
|  | Marcatori | 5’ Ødegaard 13’ (aut.) Bogle 15’ Martinelli 25’ Havertz 39’ Rice 58’ White |

| Arbitro: | R. Jones |

|                      |           |             |
| Rice 19’ Havertz 86’ | Marcatori | 45+4’ Wissa |

| Arbitro: | Hooper |

|                                             |           |  |
| Trossard 4’ White 52’, 70’ Havertz 57’, 65’ | Marcatori |  |

| Manchester 31 marzo 2024, ore 16:30 WEST 30ª giornata | Manchester City | 0 – 0 referto | Arsenal | Etihad Stadium\| Arbitro: \| Taylor \| |
| Arbitro:                                              | Taylor          |               |         |                                        |

| Arbitro: | Pawson |

|                                  |           |  |
| Ødegaard 24’ Hashioka 44’ (aut.) | Marcatori |  |

| Arbitro: | Brooks |

|  |           |                                          |
|  | Marcatori | 33’ (rig.) Saka 62’ Havertz 86’ Trossard |

| Arbitro: | Coote |

|  |           |                        |
|  | Marcatori | 84’ Bailey 87’ Watkins |

| Arbitro: | Tierney |

|  |           |                             |
|  | Marcatori | 45’ Trossard 90+5’ Ødegaard |

| Arbitro: | Oliver |

|                           |           |                                          |
| Romero 64’ Son 87’ (rig.) | Marcatori | 15’ (aut.) Højbjerg 27’ Saka 38’ Havertz |

| Arbitro: | Coote |

|                                         |           |  |
| Saka 45’ (rig.) Trossard 70’ Rice 90+7’ | Marcatori |  |

| Arbitro: | Tierney |

|  |           |              |
|  | Marcatori | 20’ Trossard |

| Arbitro: | Oliver |

|                          |           |              |
| Tomiyasu 43’ Havertz 89’ | Marcatori | 40’ I. Gueye |

### FA Cup
| Arbitro: | Brooks |

|  |           |                              |
|  | Marcatori | 80’ (aut.) Kiwior 90+5’ Díaz |

### League Cup
| Arbitro: | D. Bond (Lancashire) |

|  |           |           |
|  | Marcatori | 8’ Nelson |

| Arbitro: | Hooper |

|                                      |           |                |
| White 16’ (aut.) Kudus 50’ Bowen 60’ | Marcatori | 90+6’ Ødegaard |

### Community Shield
| Arbitro: | Stuart Attwell (Birmingham) |

|                               |                      |                       |
| Trossard 90+11’               | Marcatori            | 77’ Palmer            |
| Ødegaard Trossard Saka Vieira | Tiri di rigore 4 – 1 | De Bruyne Silva Rodri |

### UEFA Champions League

#### Fase a gironi
| Arbitro: | Zwayer |

|                                                     |           |  |
| Saka 8’ Trossard 20’ Gabriel Jesus 38’ Ødegaard 70’ | Marcatori |  |

| Arbitro: | Guida |

|                        |           |                   |
| Thomasson 25’ Wahi 69’ | Marcatori | 14’ Gabriel Jesus |

| Arbitro: | Nyberg |

|            |           |                                    |
| Gudelj 58’ | Marcatori | 45+4’ Martinelli 53’ Gabriel Jesus |

| Arbitro: | Kovács |

|                       |           |  |
| Trossard 29’ Saka 64’ | Marcatori |  |

| Arbitro: | Soares Dias |

|                                                                                          |           |  |
| Havertz 13’ Gabriel Jesus 21’ Saka 23’ Martinelli 27’ Ødegaard 45+1’ Jorginho 86’ (rig.) | Marcatori |  |

| Arbitro: | Stieler |

|               |           |             |
| Vertessen 50’ | Marcatori | 42’ Nketiah |

#### Fase a eliminazione diretta

##### Ottavi di finale
| Arbitro: | Gözübüyük |

|              |           |  |
| Galeno 90+4’ | Marcatori |  |

| Arbitro: | Turpin |

|                            |                      |                            |
| Trossard 41’               | Marcatori            |                            |
| Ødegaard Havertz Saka Rice | Tiri di rigore 4 – 2 | Pepê Wendell Grujić Galeno |

##### Quarti di finale
| Arbitro: | Nyberg |

|                       |           |                            |
| Saka 12’ Trossard 76’ | Marcatori | 18’ Gnabry 32’ (rig.) Kane |

| Arbitro: | Makkelie |

|             |           |  |
| Kimmich 63’ | Marcatori |  |

## Statistiche finale

### Statistiche di squadra
| Competizione     | Punti | In casa | In casa | In casa | In casa | In casa | In casa | In trasferta | In trasferta | In trasferta | In trasferta | In trasferta | In trasferta | Totale | Totale | Totale | Totale | Totale | Totale | DR  |
| Competizione     | Punti | G       | V       | N       | P       | Gf      | Gs      | G            | V            | N            | P            | Gf           | Gs           | G      | V      | N      | P      | Gf     | Gs     | DR  |
| ---------------- | ----- | ------- | ------- | ------- | ------- | ------- | ------- | ------------ | ------------ | ------------ | ------------ | ------------ | ------------ | ------ | ------ | ------ | ------ | ------ | ------ | --- |
| Premier League   | 89    | 19      | 14      | 2       | 2       | 48      | 17      | 19           | 13           | 3            | 3            | 43           | 13           | 38     | 28     | 5      | 5      | 91     | 29     | +62 |
| FA Cup           | -     | 1       | 0       | 0       | 1       | 0       | 2       | 0            | 0            | 0            | 0            | 0            | 0            | 1      | 0      | 0      | 1      | 0      | 2      | -2  |
| League Cup       | -     | 0       | 0       | 0       | 0       | 0       | 0       | 2            | 1            | 0            | 1            | 2            | 3            | 2      | 1      | 0      | 1      | 2      | 3      | -1  |
| Champions League | 13    | 5       | 4       | 1       | 0       | 15      | 2       | 5            | 1            | 1            | 3            | 4            | 6            | 10     | 5      | 2      | 3      | 19     | 8      | +11 |
| Community Shield | -     | 0       | 0       | 0       | 0       | 0       | 0       | 0            | 0            | 0            | 0            | 0            | 0            | 1      | 0      | 1      | 0      | 1      | 1      | 0   |
| Totale           | -     | 25      | 19      | 3       | 3       | 63      | 20      | 26           | 15           | 4            | 7            | 49           | 22           | 52     | 34     | 8      | 10     | 113    | 43     | +70 |

### Andamento in campionato
| Giornata  | 1 | 2 | 3 | 4 | 5 | 6 | 7 | 8 | 9 | 10 | 11 | 12 | 13 | 14 | 15 | 16 | 17 | 18 | 19 | 20 | 21 | 22 | 23 | 24 | 25 | 26 | 27 | 28 | 29 | 30 | 31 | 32 | 33 | 34 | 35 | 36 | 37 | 38 |
| --------- | - | - | - | - | - | - | - | - | - | -- | -- | -- | -- | -- | -- | -- | -- | -- | -- | -- | -- | -- | -- | -- | -- | -- | -- | -- | -- | -- | -- | -- | -- | -- | -- | -- | -- | -- |
| Luogo     | C | T | C | C | T | C | T | C | T | C  | T  | C  | T  | C  | T  | T  | C  | T  | C  | T  | C  | T  | C  | T  | T  | C  | T  | C  | C  | T  | C  | T  | C  | T  | T  | C  | T  | C  |
| Risultato | V | V | N | V | V | N | V | V | N | V  | P  | V  | V  | V  | V  | P  | V  | N  | P  | P  | V  | V  | V  | V  | V  | V  | V  | V  | V  | N  | V  | V  | P  | V  | V  | V  | V  | V  |
| Posizione | 1 | 1 | 5 | 2 | 2 | 4 | 2 | 1 | 3 | 3  | 4  | 3  | 1  | 1  | 1  | 2  | 1  | 1  | 2  | 4  | 3  | 3  | 3  | 3  | 2  | 3  | 3  | 1  | 1  | 2  | 2  | 1  | 2  | 1  | 1  | 1  | 2  | 2  |

Legenda:

Luogo: C = Casa; T = Trasferta. Risultato: V = Vittoria; N = Pareggio; P = Sconfitta.

### Statistiche dei giocatori
| Giocatore     | Premier League | Premier League | Premier League | Premier League | FA Cup   | FA Cup | FA Cup      | FA Cup     | Football League Cup + Community Shield | Football League Cup + Community Shield | Football League Cup + Community Shield | Football League Cup + Community Shield | UEFA Champions League | UEFA Champions League | UEFA Champions League | UEFA Champions League | Totale   | Totale | Totale      | Totale     |
| Giocatore     | Presenze       | Reti           | Ammonizioni    | Espulsioni     | Presenze | Reti   | Ammonizioni | Espulsioni | Presenze                               | Reti                                   | Ammonizioni                            | Espulsioni                             | Presenze              | Reti                  | Ammonizioni           | Espulsioni            | Presenze | Reti   | Ammonizioni | Espulsioni |
| ------------- | -------------- | -------------- | -------------- | -------------- | -------- | ------ | ----------- | ---------- | -------------------------------------- | -------------------------------------- | -------------------------------------- | -------------------------------------- | --------------------- | --------------------- | --------------------- | --------------------- | -------- | ------ | ----------- | ---------- |
| Cédric        | 3              | 0              | 0              | 0              | 0        | 0      | 0           | 0          | 1+0                                    | 0                                      | 0                                      | 0                                      | 1                     | 0                     | 0                     | 0                     | 5        | 0      | 0           | 0          |
| M. Elneny     | 3              | 0              | 0              | 0              | 0        | 0      | 0           | 0          | 1+0                                    | 0                                      | 0                                      | 0                                      | 2                     | 0                     | 0                     | 0                     | 6        | 0      | 0           | 0          |
| Gabriel       | 36             | 4              | 4              | 0              | 1        | 0      | 0           | 0          | 2+1                                    | 0                                      | 0+1                                    | 0                                      | 10                    | 0                     | 0                     | 0                     | 50       | 4      | 5           | 0          |
| G. Jesus      | 27             | 4              | 6              | 0              | 0        | 0      | 0           | 0          | 1+0                                    | 0                                      | 0                                      | 0                                      | 8                     | 4                     | 2                     | 0                     | 36       | 8      | 8           | 0          |
| K. Havertz    | 37             | 13             | 10             | 0              | 1        | 0      | 0           | 0          | 2+1                                    | 0                                      | 0+1                                    | 0                                      | 10                    | 1                     | 2                     | 0                     | 51       | 14     | 13          | 0          |
| R. Holding    | 0              | 0              | 0              | 0              | 0        | 0      | 0           | 0          | 0                                      | 0                                      | 0                                      | 0                                      | 0                     | 0                     | 0                     | 0                     | 0        | 0      | 0           | 0          |
| Jorginho      | 24             | 0              | 1              | 0              | 1        | 0      | 0           | 0          | 2+0                                    | 0                                      | 0                                      | 0                                      | 9                     | 1                     | 1                     | 0                     | 36       | 1      | 2           | 0          |
| J. Kiwior     | 20             | 1              | 1              | 0              | 1        | 0      | 0           | 0          | 2+0                                    | 0                                      | 0                                      | 0                                      | 7                     | 0                     | 1                     | 0                     | 30       | 1      | 2           | 0          |
| A. Lokonga    | 0              | 0              | 0              | 0              | 0        | 0      | 0           | 0          | 0                                      | 0                                      | 0                                      | 0                                      | 0                     | 0                     | 0                     | 0                     | 0        | 0      | 0           | 0          |
| G. Martinelli | 35             | 6              | 1              | 0              | 1        | 0      | 0           | 0          | 1+0                                    | 0                                      | 0                                      | 0                                      | 6                     | 2                     | 0                     | 0                     | 43       | 8      | 1           | 0          |
| R. Nelson     | 15             | 0              | 1              | 0              | 1        | 0      | 0           | 0          | 2+0                                    | 1+0                                    | 0                                      | 0                                      | 5                     | 0                     | 0                     | 0                     | 23       | 1      | 1           | 0          |
| E. Nketiah    | 27             | 5              | 3              | 0              | 1        | 0      | 0           | 0          | 2+1                                    | 0                                      | 1+0                                    | 0                                      | 6                     | 1                     | 0                     | 0                     | 37       | 6      | 4           | 0          |
| E. Nwaneri    | 1              | 0              | 0              | 0              | -        | -      | -           | -          | -                                      | -                                      | -                                      | -                                      | 0                     | 0                     | 0                     | 0                     | 1        | 0      | 0           | 0          |
| M. Ødegaard   | 35             | 8              | 2              | 0              | 1        | 0      | 0           | 0          | 2+1                                    | 1+0                                    | 0                                      | 0                                      | 9                     | 2                     | 0                     | 0                     | 48       | 11     | 2           | 0          |
| A. Ramsdale   | 6              | -5             | 0              | 0              | 1        | -2     | 0           | 0          | 2+1                                    | -3 + -1                                | 0                                      | 0                                      | 1                     | -1                    | 0                     | 0                     | 11       | -11    | 0           | 0          |
| D. Raya       | 32             | -24            | 1              | 0              | 0        | 0      | 0           | 0          | 0                                      | 0                                      | 0                                      | 0                                      | 9                     | -7                    | 0                     | 0                     | 41       | -31    | 1           | 0          |
| D. Rice       | 38             | 7              | 5              | 0              | 1        | 0      | 0           | 0          | 1+1                                    | 0                                      | 0                                      | 0                                      | 10                    | 0                     | 2                     | 0                     | 51       | 7      | 7           | 0          |
| C. Sagoe Jr.  | 0              | 0              | 0              | 0              | 0        | 0      | 0           | 0          | 1+0                                    | 0                                      | 0                                      | 0                                      | 0                     | 0                     | 0                     | 0                     | 1        | 0      | 0           | 0          |
| W. Saliba     | 38             | 2              | 4              | 0              | 1        | 0      | 1           | 0          | 0+1                                    | 0                                      | 0                                      | 0                                      | 10                    | 0                     | 1                     | 0                     | 50       | 2      | 6           | 0          |
| B. Saka       | 35             | 16             | 3              | 0              | 1        | 0      | 0           | 0          | 1+1                                    | 0                                      | 0                                      | 0                                      | 9                     | 4                     | 0                     | 0                     | 47       | 20     | 3           | 0          |
| E. Smith Rowe | 13             | 0              | 0              | 0              | 1        | 0      | 0           | 0          | 1+1                                    | 0                                      | 0                                      | 0                                      | 3                     | 0                     | 0                     | 0                     | 19       | 0      | 0           | 0          |
| Thomas        | 15             | 0              | 3              | 0              | 0        | 0      | 0           | 0          | 0+1                                    | 0                                      | 0+1                                    | 0                                      | 1                     | 0                     | 1                     | 0                     | 17       | 0      | 5           | 0          |
| K. Tierney    | 0              | 0              | 0              | 0              | 0        | 0      | 0           | 0          | 0+1                                    | 0                                      | 0                                      | 0                                      | 0                     | 0                     | 0                     | 0                     | 1        | 0      | 0           | 0          |
| J. Timber     | 2              | 0              | 2              | 0              | 0        | 0      | 0           | 0          | 0+1                                    | 0                                      | 0                                      | 0                                      | 0                     | 0                     | 0                     | 0                     | 3        | 0      | 2           | 0          |
| T. Tomiyasu   | 22             | 2              | 0              | 1              | 0        | 0      | 0           | 0          | 2+0                                    | 0                                      | 0                                      | 0                                      | 6                     | 0                     | 0                     | 0                     | 30       | 2      | 0           | 1          |
| L. Trossard   | 34             | 12             | 2              | 0              | 1        | 0      | 0           | 0          | 1+1                                    | 0+1                                    | 0                                      | 0                                      | 9                     | 4                     | 0                     | 0                     | 46       | 17     | 2           | 0          |
| F. Vieira     | 11             | 1              | 0              | 1              | 0        | 0      | 0           | 0          | 1+1                                    | 0                                      | 0                                      | 0                                      | 3                     | 0                     | 0                     | 0                     | 16       | 1      | 0           | 1          |
| B. White      | 37             | 4              | 8              | 0              | 1        | 0      | 0           | 0          | 2+1                                    | 0                                      | 1+0                                    | 0                                      | 10                    | 0                     | 2                     | 0                     | 51       | 4      | 11          | 0          |
| O. Zinčenko   | 27             | 1              | 2              | 0              | 0        | 0      | 0           | 0          | 2+0                                    | 0                                      | 0                                      | 0                                      | 6                     | 0                     | 1                     | 0                     | 35       | 1      | 3           | 0          |